# 4781 Сладковіч
4781 Сладковіч (4781 Sládkovič) — астероїд головного поясу, відкритий 3 жовтня 1980 року.
Тіссеранів параметр щодо Юпітера — 3,676.